# Петро-Свистунове (Дніпровський район)
Петро-Свисту́нове — село в Україні, у Солонянській селищній громаді Дніпровського району Дніпропетровської області. Населення станом на 2021 рік — 5 мешканців.

## Географія
Село Петро-Свистунове знаходиться за 3,5 км від правого берега річки Дніпро, на відстані 1 км від села Калинівка та за 1,5 км від села Гроза. По селу протікає висихний струмок з загатою.

## Назва
Село назване на честь Петра Семеновича Свистунова, сенатора російської імперії, Бєлгородського губернатора та правителя Курського намісництва;

## Археологія
Тут віднайдені пам'ятки палеоліту.

## Пам'ятки
- Дніпровський природоохоронний заповідник.

## Населення

### Мова
Розподіл населення за рідною мовою за даними перепису 2001 року:
| Мова       | Відсоток |
| ---------- | -------- |
| українська | 100 %    |